# ملا محمد يعقوب
ملا محمد يعقوب مجاهد (مواليد 1990) هو الابن الأكبر لملا محمد عمر قائد المجاهدين الأفغان مؤسس حركة طالبان وأمير إمارة أفغانستان الإسلامية الأسبق. يعتبر ملا يعقوب أحد نائبي الأمير الحالي هبة الله آخند زاده ووزير الدفاع في حكومة طالبان الحالية منذ 7 سبتمبر 2021.

## سيرته
يعقوب هو من البشتون من قبيلة هوتاك، وهي جزء من فرع قبيلة غلزائي الأكبر. تلقى تعليمه الديني في معاهد دينية مختلفة في كراتشي في باكستان.
عندما توفي والده في أبريل 2013 وتصاعدت الشائعات عن اغتياله على يد منافسه أختر محمد منصور، نفى يعقوب الشائعة، وأصر على وفاة والده لأسباب طبيعية. ومع ذلك ورد أن يعقوب رفض مبايعة منصور كأمير لطالبان في 29 يوليو 2015.
في عام 2016 كلفت طالبان يعقوب بتولي مسؤولية اللجنة العسكرية في 15 من مقاطعات أفغانستان البالغ عددها 34. وتتولى اللجنة العسكرية التي كان يرأسها آنذاك ملا إبراهيم صدر الإشراف على جميع الشؤون العسكرية لطالبان. كما أصبح يعقوب عضوًا في مجلس شورى رحباري.
بعد وفاة منصور في 21 مايو 2016، حل محله هبة الله آخند زاده كزعيم لطالبان. واحتفظ سراج الدين حقاني بمنصبه كنائب الأمير وزعيم شبكة حقاني، بينما أصبح ملا يعقوب نائبًا ثانيًا لأمير طالبان.
في 7 مايو 2020 أصبح ملا يعقوب رئيسًا للجنة العسكرية لطالبان خلفًا لملا إبراهيم صدر. وفي 29 مايو 2020، قال القائد البارز في طالبان مولانا محمد علي جان أحمد لمجلة فورين بوليسي أن يعقوب أصبح القائد بالنيابة لطالبان بأكملها بعد إصابة هبة الله آخند زاده بفيروس كورونا، قائلاً «بطلنا، وابن زعيمنا ملا يعقوب يدير عمليات طالبان برمتها في غياب هبة الله».
وزيراً للدفاع
بعد استعادة حركة طالبان السلطة بعد هجومها في 2021، تم تعيين ملا يعقوب في 7 سبتمبر 2021 وزيراً للدفاع «بالوكالة».